# Асзони, Айле Иштван-Андрасовна
А́йле И́штван-А́ндрасовна А́сзони (эст. Aile Asszonyi; род. 22 июля 1975, Вяйке-Маарья, Эстонская ССР, СССР) — эстонская оперная певица (сопрано).

## Биография
Асзони родилась в посёлке Вяйке-Маарья Раквереского района Эстонской ССР. Обучалась пению в Эстонской академии музыки и театра у Иво Кууска, Матти Пело и Хелин Каптено. В 2002 году стала магистром искусств. До 2004 года участвовала в программе молодых артистов Оперной студии Нидерландов, где  училась у Хенни Яна Димера. Асзони также училась в престижной частной академии Карло Бергонци в Италии.
Асзони начала свою карьеру в Камерном хоре Эстонской филармонии (1995—1998). В 2000 году она дебютировала как Деспина в опере Вольфганга Амадея Моцарта «Так поступают все» в театре «Ванемуйне». Она проявляла большую активность как оперная певица в своей стране, исполнив такие партии как Адина в опере Доницетти «Любовный напиток», Мария в опере Доницетти «Мария Стюарт», Донна Анна и Донна Эльвира в опере Моцарта «Дон Жуан», Леонора в опере Бетховена «Фиделио», Мисс Джессел в опере Бриттена «Поворот винта» а также ведущие партии в «Армиде» Гайдна, «Жанне д’Арк» Верди, «Сестре Анджелике» Пуччини и других. Она также пела на мировых премьерах опер Исидоры Жебелян «Зора Д» (главная партия, 2004) и «Две головы и девочка» («Две главе и девоjка» — богиня Кали, 2012).
С 2010 года Асзони поёт в Национальной опере «Эстония», в её репертуаре следующие роли:
- «Бал-маскарад» Джузеппе Верди — Амелия,
- «Травиата» Джузеппе Верди — Виолетта,
- «Так поступают все» Моцарта — Фьордилиджи,
- «Богема» Джакомо Пуччини — Мими,
- «Манон Леско» Джакомо Пуччини — Манон,
- «Фауст» Шарля Гуно — Маргарита,
- «Летучая мышь» Иоганна Штрауса-младшего — Розалинда,
- «Тангейзере» Рихарда Вагнера — Венера,
- «Тангейзер» Рихарда Вагнера — Елизавета,
- «Валленберг» Эркки-Свена Тюйра — женщина.

## Награды и премии
- 2004 — финал конкурса имени королевы Елизаветы в Бельгии, премия «Prix des Donateurs du Concours Reine Elisabeth».
- 2007 — премия Эстонского музыкального совета за лучшую интерпретацию[3].
- 2010, 2012 — Театральная премия Эстонии выдающиеся оперные спектакли.
- 2012 —  Премия зрительских симпатий от Эстонской Национальной оперы и банка SEB[4].

## Дискография
- 2003 — Tormis Vision of Estonia I Estonian National Male Chorus Alba records (UPC: 641713120175)
- 2011 — Isidora Žebeljan Rukoveti Janáček Philharmonic Orchestra CPO label (CPO: 777 670‐2)
- 2012 — Van Gilse Symphony No. 3 Netherlands Symphony Orchestra CPO label (CPO: 777 518‐2)